# Julio Parrilla Díaz

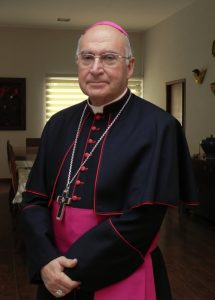
Julio Parrilla Díaz, 2018

Wappen von Julio Parrilla Díaz

Julio Parrilla Díaz, Adsis, (* 25. März 1946 in Orense) ist ein spanischer Geistlicher und emeritierter römisch-katholischer Bischof von Riobamba.

## Leben
Julio Parrilla Díaz trat der Ordensgemeinschaft der Salesianer Don Boscos bei und empfing am 30. März 1975 die Priesterweihe. Er wurde 1981 in den Klerus des Bistums Salamanca inkardiniert.
Papst Benedikt XVI. ernannte ihn am 18. April 2008 zum Bischof von Loja. Die Bischofsweihe spendete ihm der Apostolische Nuntius in Ecuador, Giacomo Guido Ottonello, am 5. Juni desselben Jahres; Mitkonsekratoren waren Raúl Eduardo Vela Chiriboga, Erzbischof von Quito, und Antonio Arregui Yarza, Erzbischof von Guayaquil.
Am 12. Januar 2013 berief ihn Benedikt XVI. zum Bischof von Riobamba und er wurde am 2. März desselben Jahres in das Amt eingeführt. Papst Franziskus nahm am 28. April 2021 das von Julio Parrilla Díaz aus Altersgründen vorgebrachte Rücktrittsgesuch an.